# Susana Hernández
Susana Estefanía Hernández Aviña (* 18. Januar 1999) ist eine mexikanische Leichtathletin, die sich auf den Weitsprung spezialisiert hat.

## Sportliche Laufbahn
Erste internationale Erfahrungen sammelte Susana Hernández 2015 bei den Jugendweltmeisterschaften in Cali, bei denen sie mit einer Weite von 6,21 m den fünften Platz belegte. Zwei Jahre später erreichte sie bei den Panamerikanischen Juniorenmeisterschaften in Trujillo mit 6,13 m ebenfalls Rang fünf und schied bei der Sommer-Universiade in Taipeh mit 5,84 m in der Qualifikation aus. 2018 wurde sie bei den U20-Weltmeisterschaften in Tampere mit 5,90 m Elfte und 2019 erreichte sie bei den Studentenweltspielen in Neapel mit 6,37 m Rang vier. 2023 belegte sie bei den Zentralamerika- und Karibikspielen in San Salvador mit 5,96 m den siebten Platz.
2017 wurde Hernández mexikanische Meisterin im Weitsprung sowie 2022 in der 4-mal-100-Meter-Staffel.

## Persönliche Bestleistungen
- Weitsprung: 6,40 m (−1,4 m/s), 9. April 2023 in Mexiko-Stadt